# (5355) Akihiro
(5355) Akihiro (1991 CA) – planetoida z pasa głównego asteroid okrążająca Słońce w ciągu 3,52 lat w średniej odległości 2,31 j.a. Odkryta 3 lutego 1991 roku.